# 伊豆大島近海地震
伊豆大島近海地震（いずおおしまきんかいじしん）では、日本の伊豆大島近海を震源とする地震について述べる。

## 主な地震
概ねMj5.5以上の顕著な地震を列挙する。

### 1905年
1905年（明治38年）6月7日、伊豆大島の北西近海（北緯34度48分 東経139度18分 / 北緯34.800度 東経139.300度）を震央とするM5.8の地震が発生した。同年5月28日から続いていた群発地震中最大のイベントで、伊豆大島北西部において破損家屋3棟、道路・石垣の崩壊などの被害を齎した。地震活動は同月15日まで続いた。

### 1923年
1923年（大正12年）9月26日17時23分ごろ、伊豆大島の西方約10km（北緯34度41.5分 東経139度12.7分 / 北緯34.6917度 東経139.2117度）を震央とするMj6.8（Mw6.5）、震源の深さ0kmの地震が発生し、東京都八丈町、静岡県沼津市で最大震度の4を記録した他、震源から離れた福井県福井市においても最大震度の4を記録した。
約3週間前に、関東南部を震源域とする関東地震(Mj7.9)が発生している。

### 1964年
1964年（昭和39年）12月9日02時49分ごろ、伊豆大島の西方約10km（北緯34度34.4分 東経139度18.3分 / 北緯34.5733度 東経139.3050度）を震央とするMj5.8、震源の深さ3kmの地震が発生し、東京都大島町で最大震度の4を観測した。余震活動は非常に活発で、翌1965年4月までにM4以上の地震が21回、M5以上の地震が5回発生した。最大余震は12月29日に発生したMj5.5、最大震度4。
同時期に三原山で噴火が発生している。

### 1978年
1978年（昭和53年）1月14日12時24分ごろ、伊豆大島の西方約10kmを震央とするMj7.0（Mw6.6）、震源の深さ約15kmの地震で、東京都大島町、神奈川県横浜市で最大震度の5を記録した。死者23名、行方不明者2名、負傷者211名。

### 1982年
1982年（昭和57年）8月12日13時33分ごろ、伊豆大島の北東約20km（北緯34度53.0分 東経139度34.0分 / 北緯34.8833度 東経139.5667度）を震央とするMj5.7、震源の深さ30kmの地震が発生し、千葉県館山市、静岡県熱海市、東京都千代田区で最大震度の4を観測した。

### 1986年
1986年（昭和61年）11月22日09時41分ごろ、伊豆大島の南南東約20km（北緯34度33.0分 東経139度31.3分 / 北緯34.5500度 東経139.5217度）を震央とするMj6.0、震源の深さ15kmの地震が発生し、東京都新島本村、三宅村、千葉県館山市で最大震度の4を観測した。
伊豆大島では同年4月から地震・火山活動が活発化し、11月21日からは活動が激化していた。この地震は群発地震中最大のイベントであるが、21日から全島避難が行われていた為、大島町の震度データは欠測となっている。

### 1989年
1989年（平成元年）10月14日06時14分ごろ、伊豆大島の北東約10km（北緯34度49.6分 東経139度30.0分 / 北緯34.8267度 東経139.5000度）を震央とするMj5.7、震源の深さ21kmの地震が発生し、東京都大島町、神奈川県横浜市で最大震度の4を観測した。
約3ヶ月前には、伊豆東部火山群で手石海丘が形成される噴火が発生している。

### 1990年
1990年（平成2年）2月20日15時53分ごろ、伊豆大島の西方約10kmを震央とするMj6.5（Mw6.4）の地震が発生し、東京都、静岡県、神奈川県、千葉県などの広い範囲で最大震度の4を記録したほか、大島町と南伊豆町で最大30cmの津波を観測した。
大島町では本震によって崖崩れが発生し、一人が生き埋めとなるものの、地震から約1時間後に救出された（左手を骨折するなどの負傷）。その他、大島町では都道208号線沿いで7か所の土砂崩れが発生した。
伊豆半島側では、河津町で水道管一か所が破損し200世帯が一時断水した他、東伊豆町では町庁舎の天井板が落下、下田市では1,200世帯が一時停電、窓ガラス破損などの被害が発生した。
発震機構解は北西から南東に圧縮軸を持つ横ずれ断層型で、余震震央分布が本震を北端として南に約25km伸びていることから、震源断層は左横ずれ断層であったと推定されている。余震活動は本震直後はかなり活発であったが、同年3月29日までにはほぼ終息した。この期間における有感余震の回数は44回、無感地震含めると665回であった。

### 2014年
2014年（平成26年）5月5日05時18分ごろ、伊豆大島近海を震央とするMj6.0（Mw6.0）、震源の深さ162kmの地震が発生し、東京都千代田区で最大震度の5弱を記録した。負傷者16名。スラブ内地震と推定される。